# Captain Meriwether Lewis
La drague Captain Meriwether Lewis est un bateau à roues à aubes à vapeur construit en 1931 pour le Corps du génie de l'armée des États-Unis. Cette drague est l'un des rares exemples survivants de ce type construit pour contrôler les inondations et améliorer la navigation le long des rivières du pays. Elle est maintenant navire musée amarrée au Brownville dans le comté de Nemaha au Nebraska.
Il a été classé au registre national des lieux historiques le 28 octobre 1977  et nommé National Historic Landmark le 11 avril 1989.

## Historique
Construit par la Marietta Manufacturing Company à Point Pleasant, en Virginie-Occidentale, Captain Meriwether Lewis a été lancé le 12 décembre 1931 alors qu'il n'était qu'à moitié achevé par le Corps du génie de l'armée des États-Unis. Il a été achevé l'année suivante.
Cette drague à vapeur à roues à aubes latérales a été exploitée par l'U.S. Army Corps of Engineers pour aider à canaliser la rivière Missouri et à la maintenir en tant que voie navigable.
Ce navire massif abritait un équipage d'exploitation standard de 52, avec des quartiers disponibles pour 58 hommes. Le Captain Meriwether Lewis pouvait creuser jusqu'à une profondeur de 6 m à une vitesse moyenne de 45/60 mètres par heure, propulsé par les roues à aubes. Les moteurs à vapeur en marche, la drague  brûlait jusqu'à 6,000 gallons (environ 12700 litres) de pétrole en une journée. La drague était tirée vers l'avant par les deux treuils du pont et non propulsée par les roues à aubes lors du dragage.
En 1976, le Captaine Meriwether Lewis a été confié à la Nebraska State Historical Society et a déménagé à Brownville un an plus tard. Il était amarré à sec le long de la rivière Missouri où il se trouve encore aujourd'hui.
Aujourd'hui, le navire abrite le musée d'histoire du fleuve Missouri, où l'on peut voir des expositions allant de l'histoire des Amérindiens à l'exploration et à l'expansion vers l'ouest. Les visiteurs peuvent également en apprendre davantage sur le navire et son rôle dans l'amélioration de la navigation sur le fleuve Missouri.

## Musée d'histoire du fleuve Missouri
La Nebraska State Historical Society a pris possession du navire en 1976 et l'a déplacé à Brownville l'année suivante. Le navire est amarré à sec le long du fleuve Missouri. Les visiteurs peuvent visiter le navire, qui comprend le musée d'histoire du fleuve Missouri, ouvert en 1981. Les expositions du musée sont situées dans plusieurs salles du pont de la chaudière. Les expositions incluent l'histoire des Amérindiens, l'exploration de la région, l'expansion vers l'ouest, le navire et la navigation sur le fleuve.

## Galerie

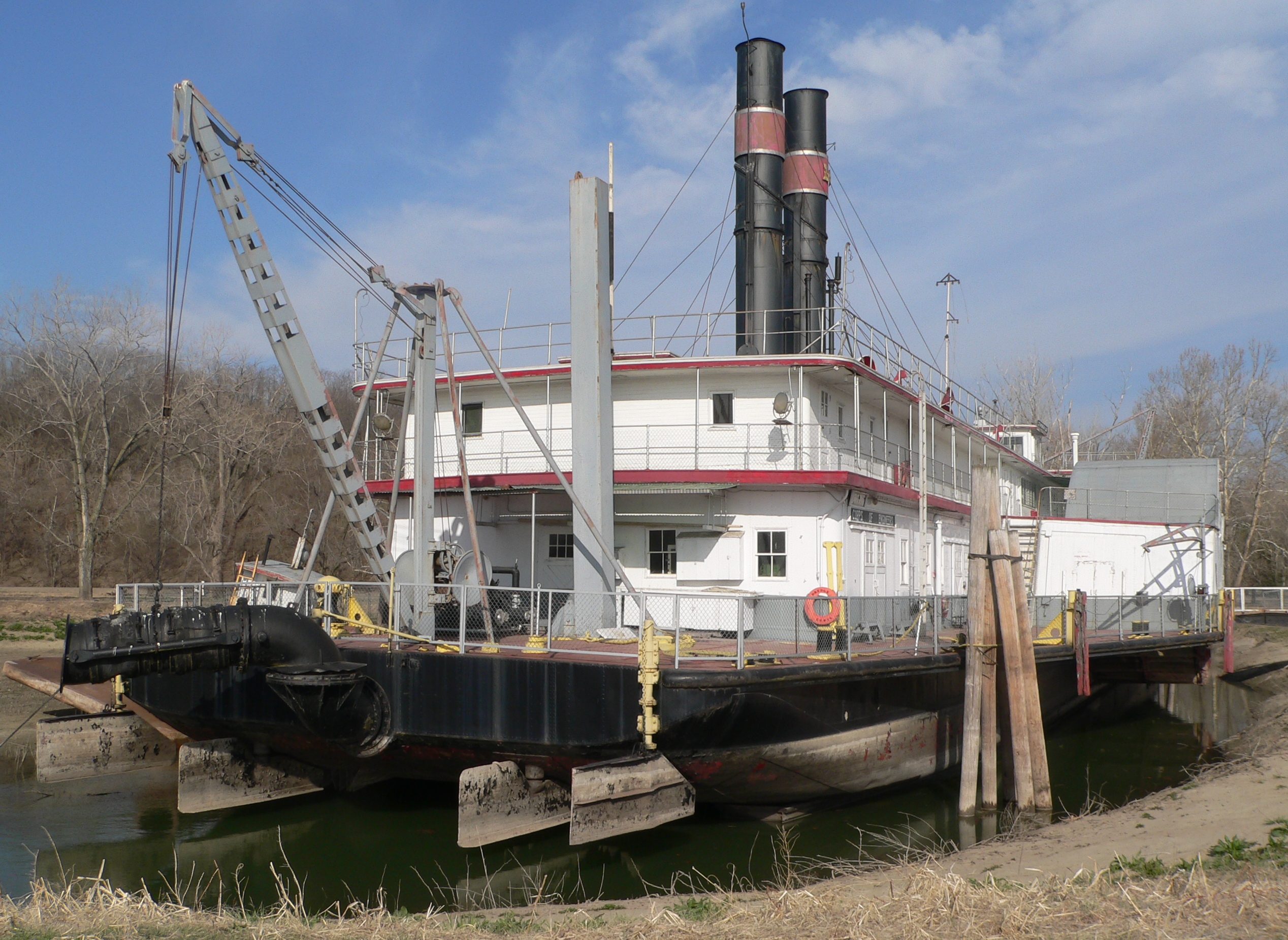
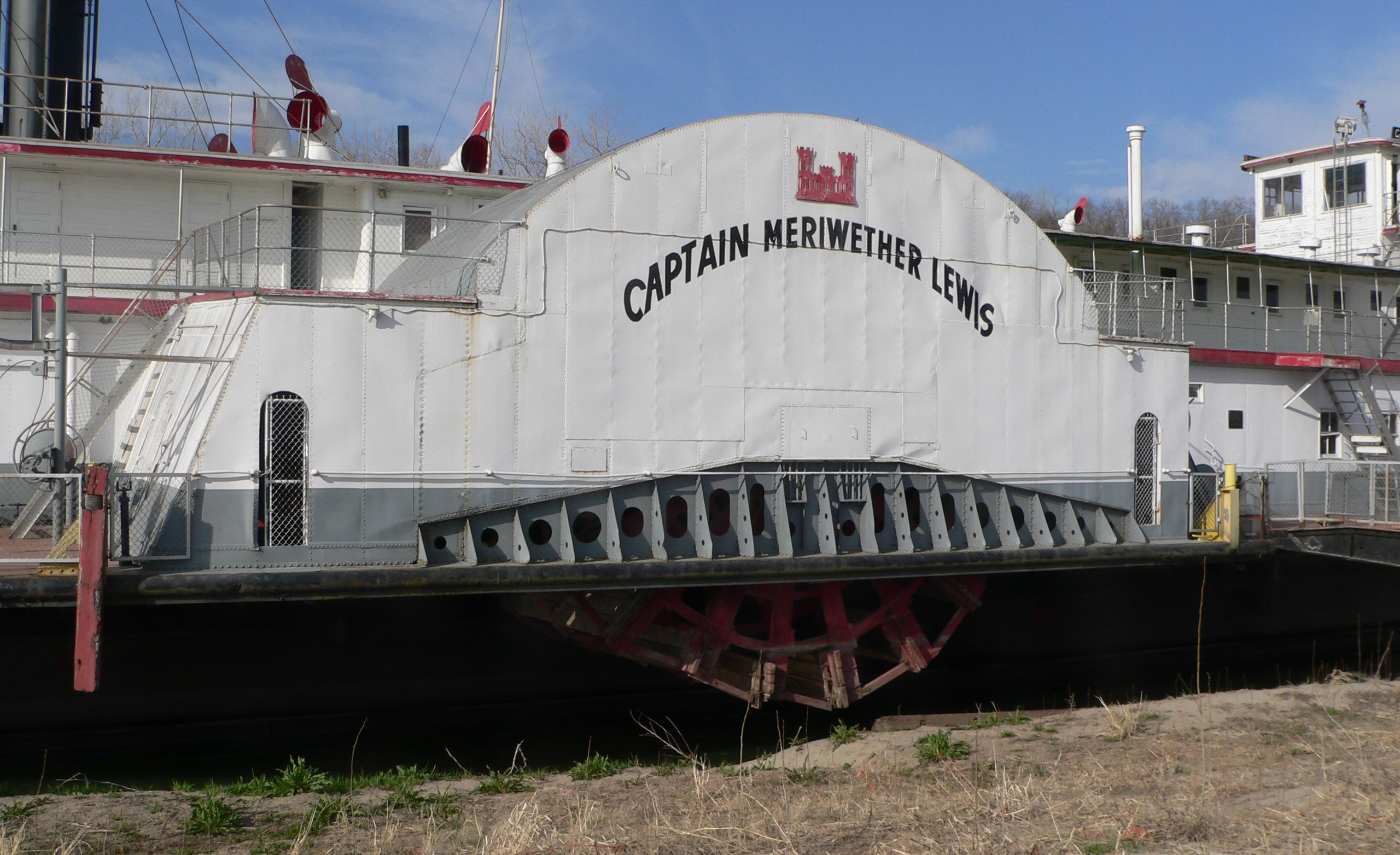